# Wahlenbergia denticulata
Wahlenbergia denticulata är en klockväxtart som först beskrevs av William John Burchell, och fick sitt nu gällande namn av A.Dc. Wahlenbergia denticulata ingår i släktet Wahlenbergia och familjen klockväxter. Inga underarter finns listade i Catalogue of Life.